# Deep Blue Something
Deep Blue Something, också känd som Leper Messiah, är ett amerikanskt rockband bildat år 1991 i Denton, Texas. De är mest kända för låten "Breakfast at Tiffany's", som de släppte som singel år 1995 och som finns med på deras album Home.
Bandet bildades av bröderna Todd och Toby Pipes, och med i bandet fanns även Clay Bergus och John Kirtland. Bergus medverkade på albumet Home, men lämnade bandet strax innan "Breakfast at Tiffany's" blev en hit. Han ersattes av Kirk Tatom under en kort period innan han återtog sin plats i bandet.
Efter "Breakfast at Tiffany's" blev det inte många fler hits för albumet Deep Blue Something, och bandet splittrades år 2001, men återförenades 2014.

## Medlemmar
- Todd Pipes (f. 9 november 1967) – basgitarr, sång
- Toby Pipes (f. 28 juni 1971) – gitarr
- Kirk Tatom – gitarr
- John Kirkland (f. 16 juli 1969) – trummor
- Clay Bergus (f. 29 april 1971) – gitarr (tog över för Kirk Tatom)

## Diskografi
Studio albums
- 1993 – 11th Song
- 1994 – Home
- 1998 – Byzantium
- 2001 – Deep Blue Something
- 2007 – Byzantium

Re-release
- 1995 – Home

EP
- 2015 – Locust House

Singlar
- 1995 – "Breakfast at Tiffany's"
- 1996 – "Halo"
- 1996 – "Josey"
- 1998 – "She Is"
- 2001 – "Page Me Wolverine"
- 2001 – "Hell in Itself"
- 2001 – "Who Wants It"
- 2015 – "All Make Believe Off"
- 2015 – "Out Of My Head"